# Ministère des Affaires étrangères (Vietnam)
Pour les articles homonymes, voir Ministère des Affaires étrangères.
Le ministère des Affaires étrangères est le ministère du gouvernement du Vietnam chargé de mettre en œuvre la politique étrangères du Vietnam. 
Le ministère est basé à Hanoï au Vietnam.

## Organisation
L'organisation du ministère est la suivante.

### Ministre des affaires étrangères
- Phạm Bình Minh

### Sous-ministres
1. Bùi Thanh Sơn
2. Lê Hoài Trung
3. Đặng Minh Khôi
4. Nguyễn Quốc Dũng
5. Tô Anh Dũng
6. Nguyễn Minh Vũ

### Départements
1. ASEAN
2. Europe
3. Amériques
4. Asie du Nord-Est
5. Asie du Sud-Est - Asie du Sud - Pacifique Sud
6. Moyen-Orient - Département Afrique
7. Planification des politiques
8. Organisations internationales
9. Droit et traités internationaux
10. Coopération économique multilatérale
11. Affaires économiques
12. Diplomatie culturelle et des affaires de l'UNESCO
13. Service de presse et d'information
14. Tradition diplomatique
15. Personnel et organisation
16. Bureau du ministre
17. Inspection
18. Sécurité de l'information
19. Affaires étrangères provinciales
20. Affaires consulaires
21. Protocole de l'État
22. Administration et finance
23. Relations extérieures (bureau d'Ho Chi Minh-Ville)
24. Vietnamiens d'outre-mer
25. Comité national des frontières
26. Académie diplomatique du Viet Nam (DAV)
27. Le Viet Nam et le rapport mondial
28. Centre de presse étrangère
29. Centre national d'interprétation et de traduction
30. Centre d'information
31. Missions de représentation outre-mer du Viêt Nam

## Anciens ministres des affaires étrangères

### Ministre des Affaires étrangères du Vietnam
- Ho Chi Minh (du 2 septembre 1945 au 2 mars 1946 et du 3 novembre 1946 à mars 1947)
- Nguyen Tuong Tam (du 2 mars 1946 à mai 1946)
- Hoang Minh Giam (de mars 1947 à avril 1954)
- Pham Van Dong (d'avril 1954 à février 1961)
- Ung Van Khiem (de février 1961 au 30 avril 1963)
- Xuan Thuy (du 30 avril 1963 à avril 1965)
- Nguyen Duy Trinh (d'avril 1965 à février 1980)
- Nguyen Co Thach (de février 1980 à juillet 1991)
- Nguyen Manh Cam (d'août 1991 au 28 janvier 2000)
- Nguyen Dy Nien (du 28 janvier 2000 à juin 2006)
- Pham Gia Khiem (de juin 2006 au 3 août 2011)
- Pham Binh Minh (du 3 août 2011 à maintenant)

### Ministre des Affaires étrangères de laRépublique du Vietnam
- Vu Van Mau (de 1955 à 1963 et 1975)
- Pham Dang Lam (de 1963 à 1964) (1ère fois)
- Phan Huy Quat (1964)
- Pham Dang Lam (de 1964 à 1965) (2e fois)
- Tran Van Do (de 1965 à 1968) (2e fois)
- Tran Chanh Thanh (de 1968 à 1969)
- Tran Van Lam (de 1969 à 1973)
- Nguyen Phu Duc (1973)
- Vuong Van Bac (de 1973 à 1975)